# Vokodlok
Vokodlok är ett rumänskt black metalband. Det grundades år 2000 i Arad och bestod av Ghiaur (gitarr), Blestemat (bas), Strigoi (sång) och Claudiu (trummor). På våren samma år släpptes första demo, "Unchain the Wolf". Claudiu lämnade senare bandet och ersattes av Freak. Namnet Vokodlok kommer från ordet "vukodlak", som i gammelslaviskt betyder "varulv", ett mystiskt odjur som visas i flera transylvaniska berättelser. 
Albumet Mass Murder Genesis släpptes 2003 och producerades av skivbolaget Beauty of Pain från Timișoara. Efter en serie konserter gick bandet  in i hiatus hösten 2008. 
År 2020 blev bandet aktivt igen och släppte en EP, "Oracle's Fury". 

## Medlemmar
- Ghiaur - gitarr
- Urmuz - gitarr
- Nemgrá Hrím - trummor
- Dr. Schnabel - sång
- Blestemat - bas

Tidigare medlemmar
- Freak - tobe
- Schaitaan -vocals
- Strigoi - sång
- Claudiu  - trummor

## Diskografi
- Demo: Unchain the Wolf (2000)
- Unchain the Wolf - ... from the bibel, split med Bloody Harvest - Germany (by Axa Valaha Prod.)
- Mass Murder Genesis (2003)
- Oracle's Fury (Ep - 2020)